# Артюхівська сільська рада
Артюхівська сільська́ ра́да — колишній орган місцевого самоврядування в Роменському районі Сумської області. Адміністративний центр — село Артюхівка.

## Загальні відомості
- Населення ради: 583 особи (станом на 2001 рік)

## Населені пункти
Сільській раді були підпорядковані населені пункти:
- с. Артюхівка
- с. Лісківщина
- с. Шумське

## Склад ради
Рада складалася з 14 депутатів та голови.
- Голова ради: Кононенко Людмила Миколаївна

### Керівний склад попередніх скликань
| Прізвище, ім'я, по батькові  | Основні відомості                                                                                         | Дата обрання | Дата звільнення |
| ---------------------------- | --- | ------------ | --------------- |
| Бурка Тамара Григорівна      | Сільський голова, 1969 року народження, освіта середня спеціальна, Всеукраїнське об'єднання «Батьківщина» | 26.03.2006   | 31.10.2010      |
| Бурка Тамара Григорівна      | Сільський голова, 1969 року народження, освіта середня спеціальна, член Партії регіонів                   | 31.10.2010   | 18.03.2012      |
| Кононенко Людмила Миколаївна | Сільський голова, 1982 року народження, освіта вища, член Партії регіонів                                 | 18.03.2012   |                 |

Примітка: таблиця складена за даними сайту Верховної Ради України